# Святого Павла (станція метро)
51°30′54″ пн. ш. 0°05′51″ зх. д. / 51.514944444444° пн. ш. 0.0975° зх. д.
Святого Павла (англ. St. Paul's) — станція Лондонського метро, обслуговує Центральну лінію. Розташована у 1-й тарифній зоні, у районі St. Martin's Le Grand, у Лондонському Сіті, між метростанціями Бенк-енд-Моньюмент та Чансері-лейн. Пасажирообіг на 2017 рік — 17.20 млн осіб На станції заставлено тактильне покриття.

## Історія
- 30 липня 1900 — відкриття станції у складі Central London Railway (CLR), як Post Office[3]
- 1 лютого 1937 — перейменування станції у сьогоденну назву

## Пересадки
На автобуси оператора London Buses маршрутів 4, 8, 25, 56, 172, 521 та нічних маршрутів N8, N25, N242

## Туристичні пам'ятки
У кроковій досяжності знаходяться:
- Собор святого Павла
- St. Martin's Le Grand[en]
- Лондонська фондова біржа
- One New Change[en]
- Олд-Бейлі
- Музей Лондона
- Сент-Мері-ле-Боу[en]

## Послуги
| Попередня станція | Лінія | Лінія                             | Лінія | Наступна станція   |
| ----------------- | ----- | --------------------------------- | ----- | ------------------ |
| Чансері-лейн      |       | Лондонське метро Центральна лінія |       | Бенк-енд-Моньюмент |